# Jiří Macháček (archeolog)
Jiří Macháček (* 21. dubna 1971, Nové Město na Moravě) je český archeolog který se specializuje na slovanskou archeologii raného středověku a počítačovou podporu v archeologii. Působí na Ústavu archeologie a muzeologie FF MU v Brně.

## Z díla
- Starohradištní obydlí z Břeclavi-Pohanska. Sborník prací filosofické fakulty brněnské university E 37, 1992, 103-114.
- Raně středověké Pohansko u Břeclavi: munitio, palatium, nebo emporium moravských panovníků? Archeologické rozhledy, Praha : Archeologický ústav AV ČR v Praze, LVII, 1, od s. 100-138, 39 s. ISSN 0323-1267. 2005,.
- Raně středověká aglomerace Břeclav-Pohansko. In Město Břeclav. 1. vyd. Břeclav-Brno : Město Břeclav, 2001,. s. 104-117. ISBN 80-7275-025-9.
- Studie k velkomoravské keramice. Metody, analýzy a syntézy, modely. Brno : Masarykova univerzita v Brně, 2001,. 299 s. ISBN 80-210-2525-5.
- Metoda základního zpracování archeologických vědeckých dat s pomocí počítačové podpory. In Macháček, J. (ed): Počítačová podpora v archeologii. 1. vyd. Brno : Masarykova univerzita v Brně, 1997,. s. 33-45. ISBN 80-210-1562-4.